# 置引き
置引き（おきびき）とは、置いてある他人の荷物を持ち逃げすること。
日本の刑法上の用語ではなく慣用的に用いられており、警察庁では窃盗の一形態として取り扱っている。
財物が被害者の占有を離れていた場合には占有離脱物横領罪、被害者の占有の下にある場合には窃盗罪に問われる。最高裁は、被害者が公園のベンチに財布を置いて約27メートル離れた時点で被告人が当該財布を領得した事案について依然被害者の占有は失われていないとして窃盗罪の成立を認めた。
パリのように余りに頻繁に置引き事件が起こるため、警察ですら置引きを真剣に捜査しないなど置引き被害を徹底的に自己責任とする風潮の都市もある。

## その他
川端康成の小説に「おきびき」という短編がある（『オール讀物』1956年3月号に発表）。